# عزت هایروویچ
عزت هایروویچ (انگلیسی: Izet Hajrović؛ زاده ۴ اوت ۱۹۹۱) یک بازیکن فوتبال اهل بوسنی و هرزگوین است.